# Полонечка
Полоне́чка (бел. Палане́чка) — деревня в Барановичском районе Брестской области Беларуси. Входит в состав Вольновского сельсовета. Расположена в 35 км от районного центра. Стоит на реке Змейка. Население — 363 человека (2023).

## Этимология
В основе названия термин полонка: прорубь в реке, выход подземных вод, незамерзающее место в водоёме. Возможна также связь с понятием полон (плен) — поселения пленных.

## История

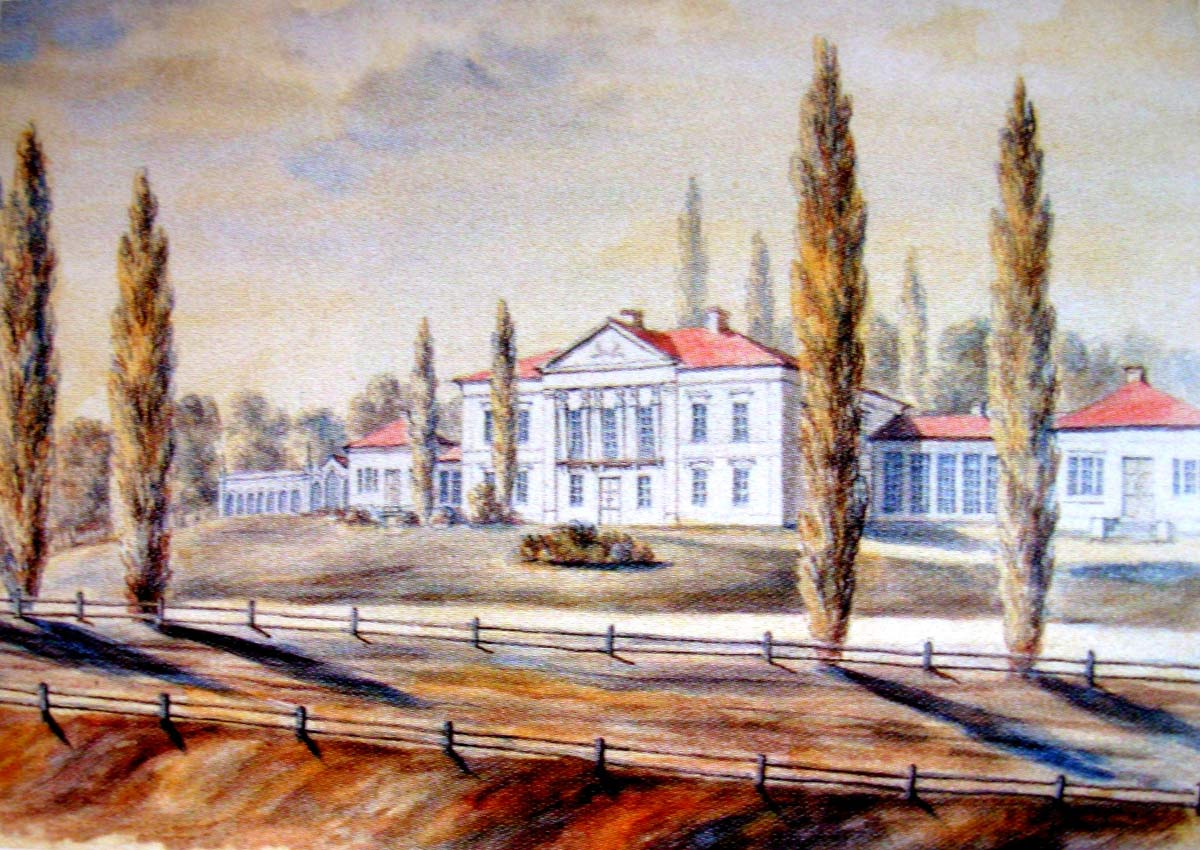
Н. Орда. Дворец Радзивиллов

Первое упоминание в летописях о Полонечке относится к 1428 году, где она упоминается как владение Ульяны Гольшанской, жены великого князя ВКЛ Витовта.
Принадлежала Дуцяцким-Рудоминам, потом Радзивиллам. В начале XIX века князь Константин Радзивилл (1793—1869) построил здесь кирпичный дворец, в котором находились большая библиотека (4 тысячи книг), архив, картины, коллекция монет. Дворец обновлён в начале XX века. До Второй мировой войны тут жили Радзивиллы.
В 1751 году в городке был построен деревянный Юрьевский костёл, перестроенный в 1897 году. В 1777 году Полонечку посетил российский писатель Д. И. Фонвизин.
После третьего раздела Речи Посполитой (1795) Полонечка была присоединена к Российской империи. Являлась местечком в Жуховичской волости Новогрудского уезда Минской губернии. В 1886 году насчитывалось 62 дворов, 454 жителей.
После Рижского мирного договора 1921 года — центр гмины Барановичского повета Новогрудского воеводства Польши.
С 1939 года — в составе БССР. В 1940-57 годах — в Городищенском районе Барановичской, с 1954 года Брестской области. Затем район переименован в Барановичский.
В период Великой Отечественной войны с конца июня 1941 года до начала июля 1944 года была оккупирована немецко-фашистскими захватчиками, разрушено 23 дома. На фронтах погиб 71 односельчанин.
До 26 июня 2013 года деревня являлась центром Полонечковского сельсовета.

## Инфраструктура
- Полонечская детский сад—средняя школа (с 1990 года).
- Фельдшерско-акушерский пункт[10].
- Отделение Беларусбанка.
- Дом быта[1].

## Население
По состоянию на 1 января 2023 года в деревне проживало 363 человека в 161 хозяйстве, в том числе 34 моложе трудоспособного возраста, 226 — в трудоспособном возрасте и 103 — старше трудоспособного возраста. 
| Численность населения (по переписи) | Численность населения (по переписи) | Численность населения (по переписи) | Численность населения (по переписи) | Численность населения (по переписи) | Численность населения (по переписи) | Численность населения (по переписи) | Численность населения (по переписи) |
| 1886                                | 1909                                | 1921                                | 1959                                | 1970                                | 1999                                | 2009                                | 2019                                |
| ----------------------------------- | ----------------------------------- | ----------------------------------- | ----------------------------------- | ----------------------------------- | ----------------------------------- | ----------------------------------- | ----------------------------------- |
| 454                                 | ↗488                                | ↗523                                | ↘404                                | ↗1071                               | ↘639                                | ↘481                                | ↘331                                |

## Культура
- Дом культуры

## Достопримечательность
- Здание бывшего дворца. В центре деревни, на левом берегу реки Змейка. Построен князем Константином Радзивиллом в конце XVIII — начале XIX века из кирпича. Частично реконструирован в начале XX века. Частично разрушен в 1917 и 1943 годах. До Второй мировой войны тут жили Радзивиллы. После войны восстановлен. В послевоенное время в нём размещалась школа-интернат. В 2020 году был приобретён индивидуальным предпринимателем из Минска[13]. Объект включён в Государственный список историко-культурных ценностей Республики Беларусь.  Историко-культурная ценность Республики Беларусь, шифр 113Г000061.

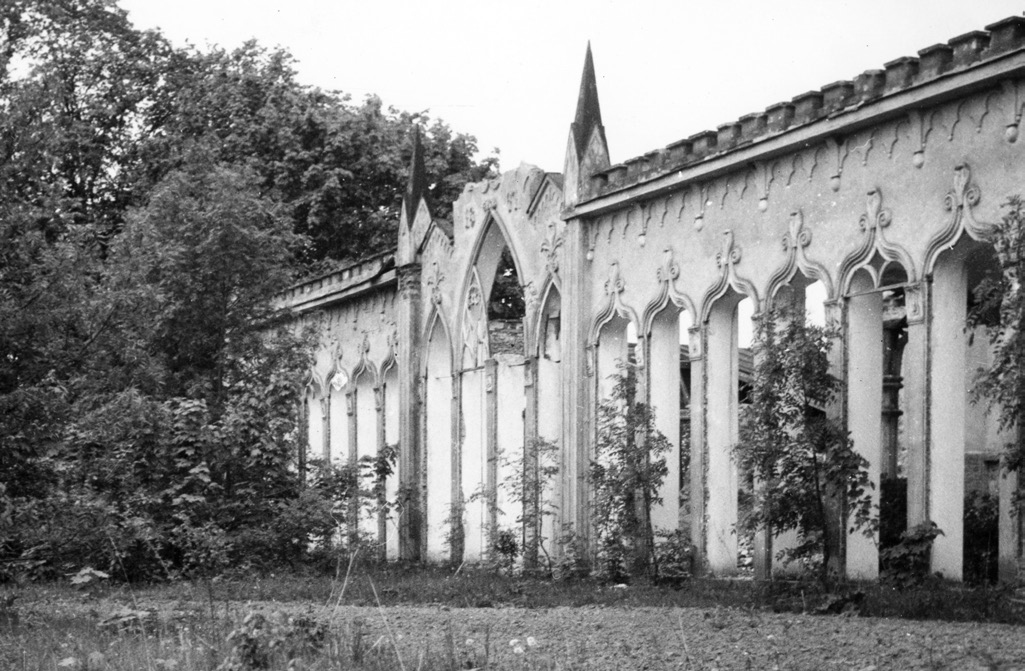
Усадьба Радзивиллов. Оранжерея (1930)
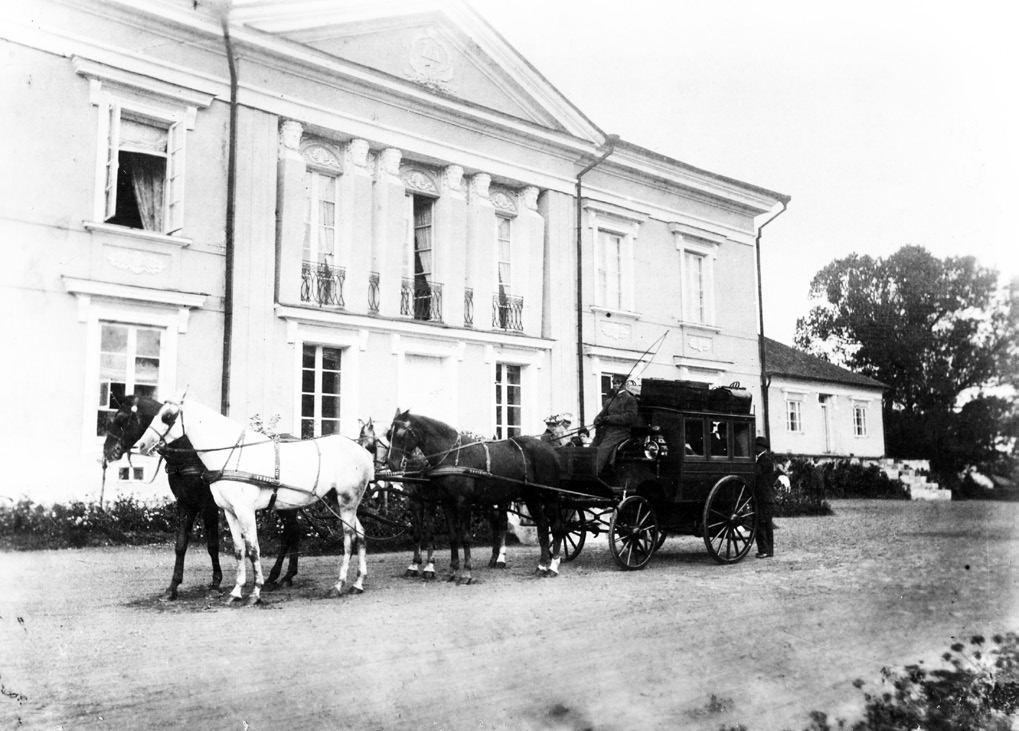
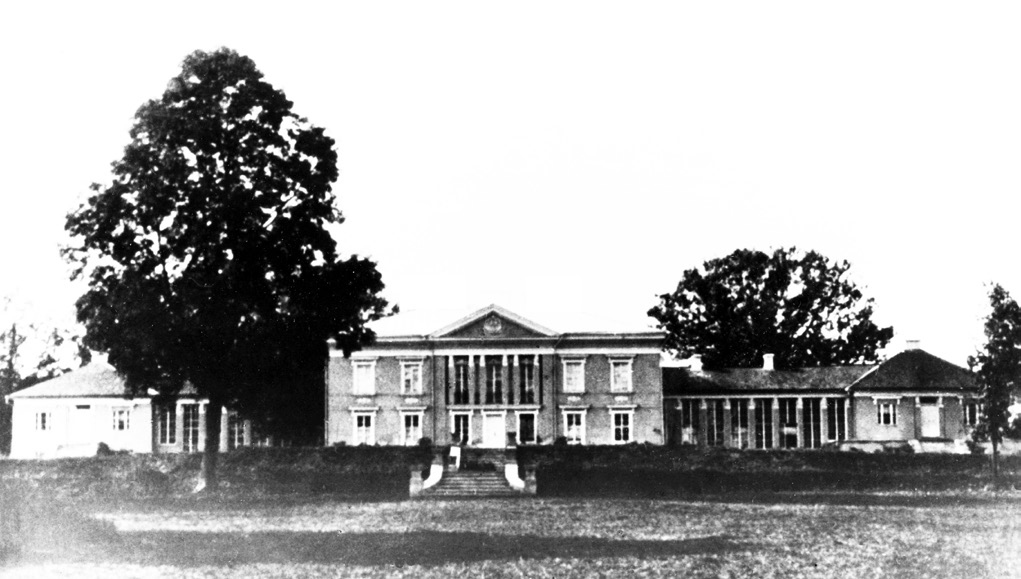
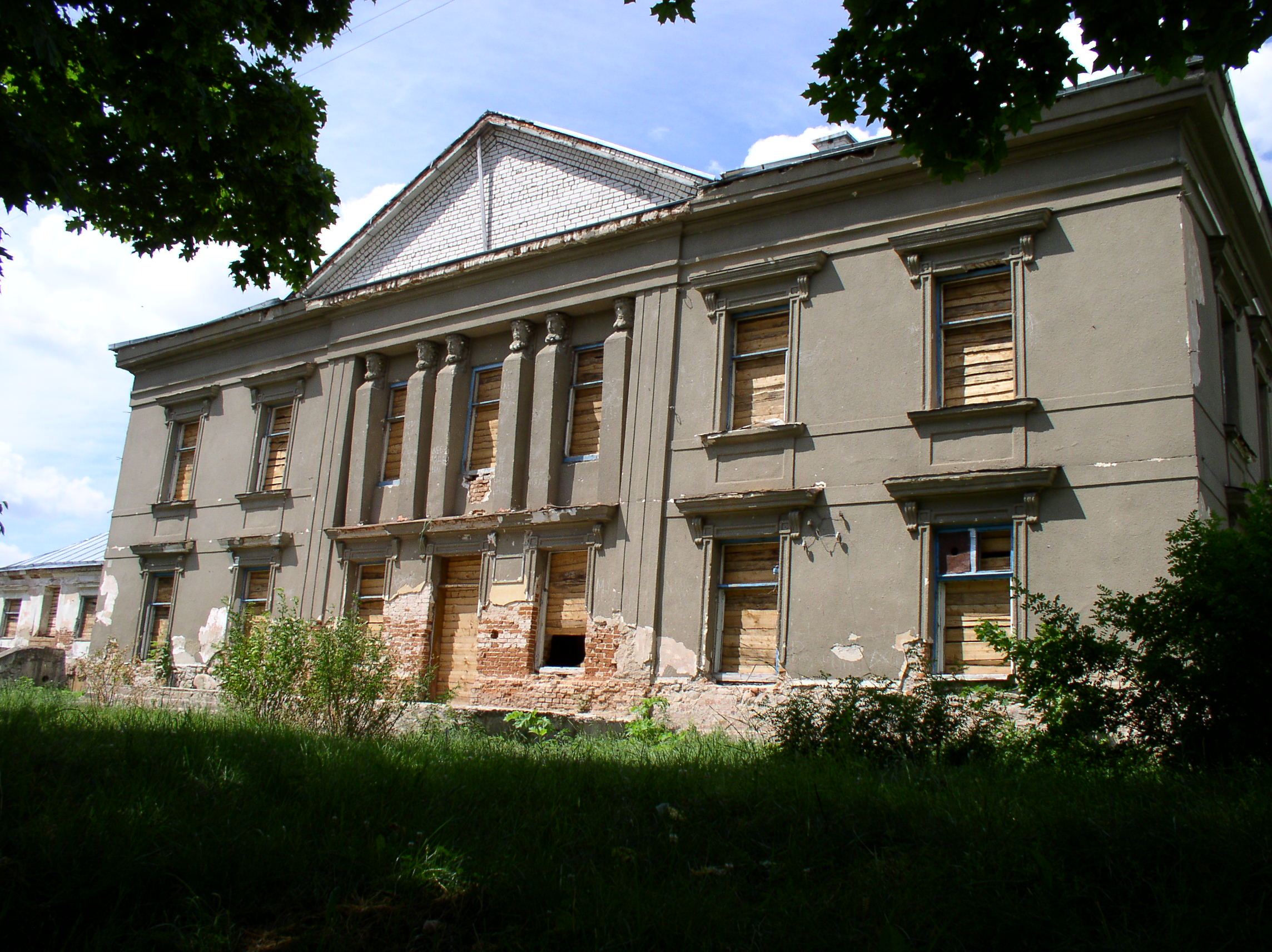
Дворец Радзивиллов
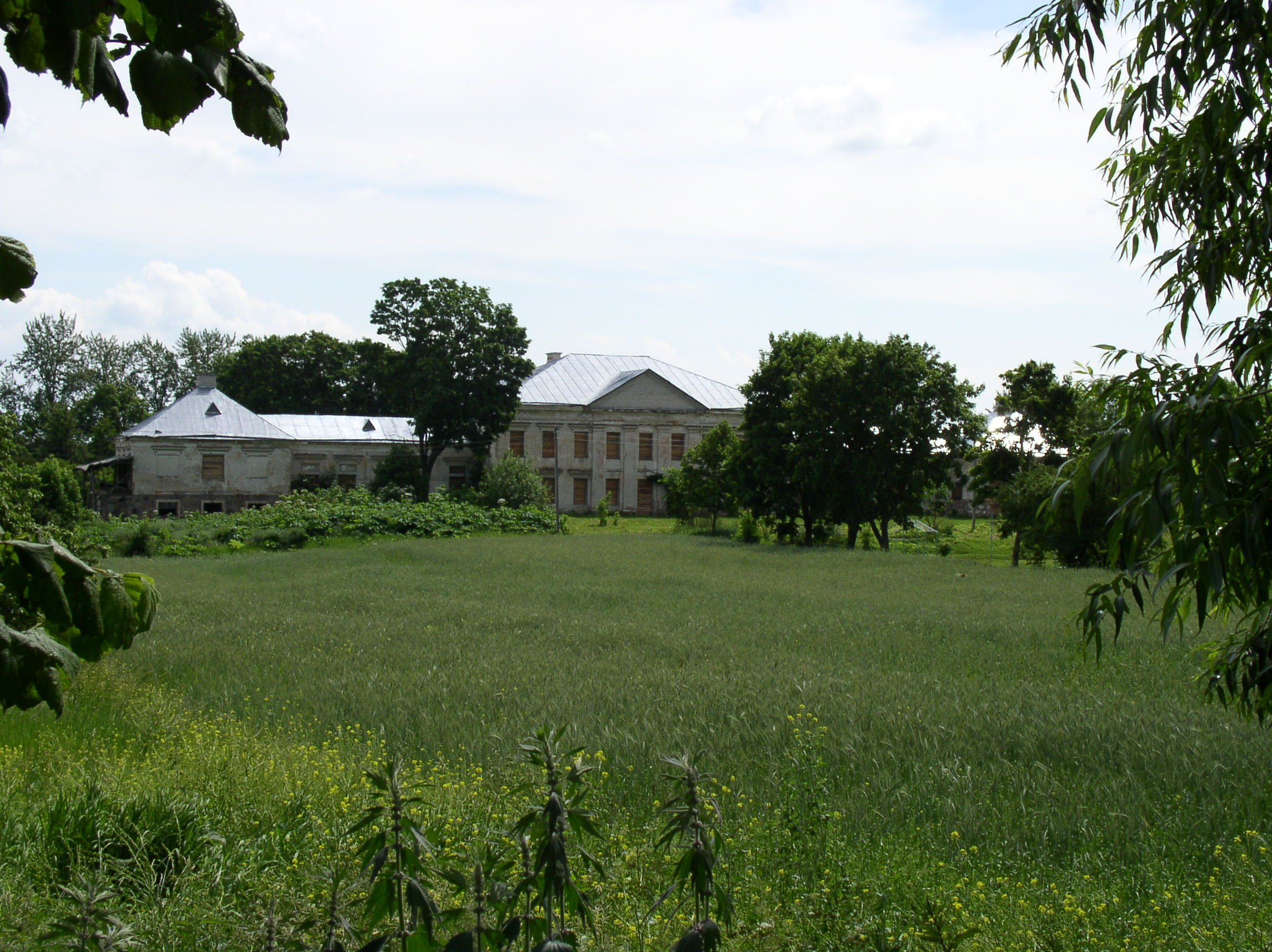
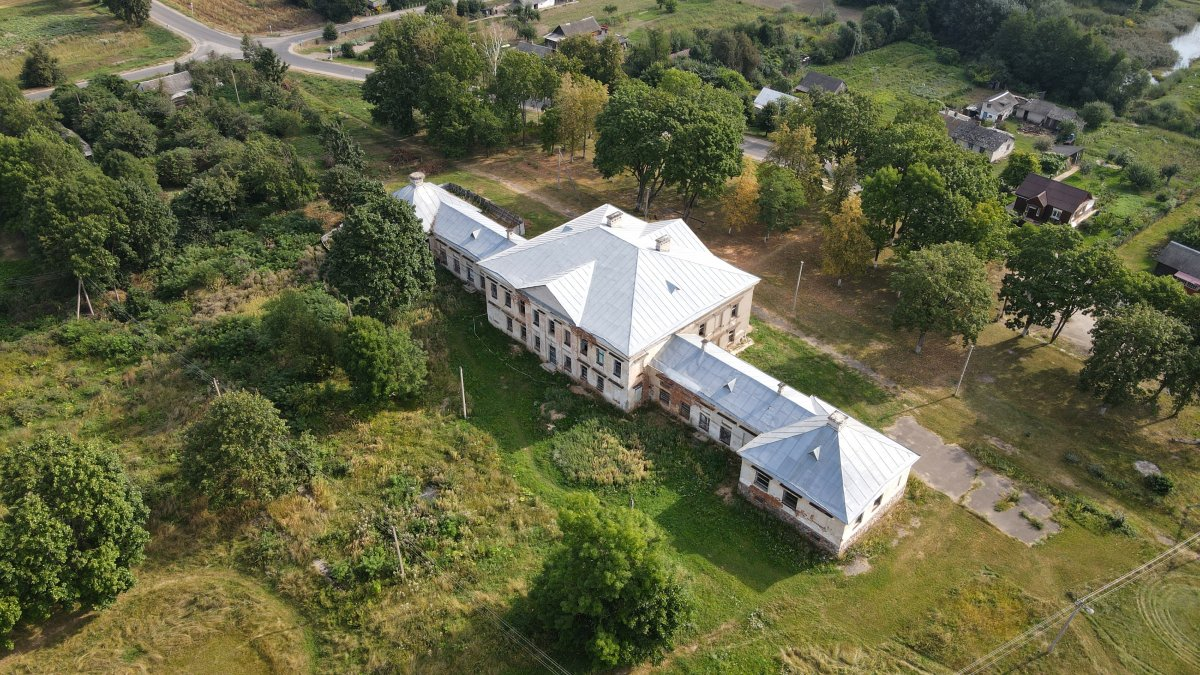

- Юрьевский костёл с колокольней. В центре деревни. Построен в 1899 году из дерева (архитектор К. Войцеховский). Памятник архитектуры неоготики.  Историко-культурная ценность Республики Беларусь, шифр 112Г000062.
  - Часовня около костёла (начало XX века)
  - Плебания (начало XX века)

- Водяная мельница (1819)

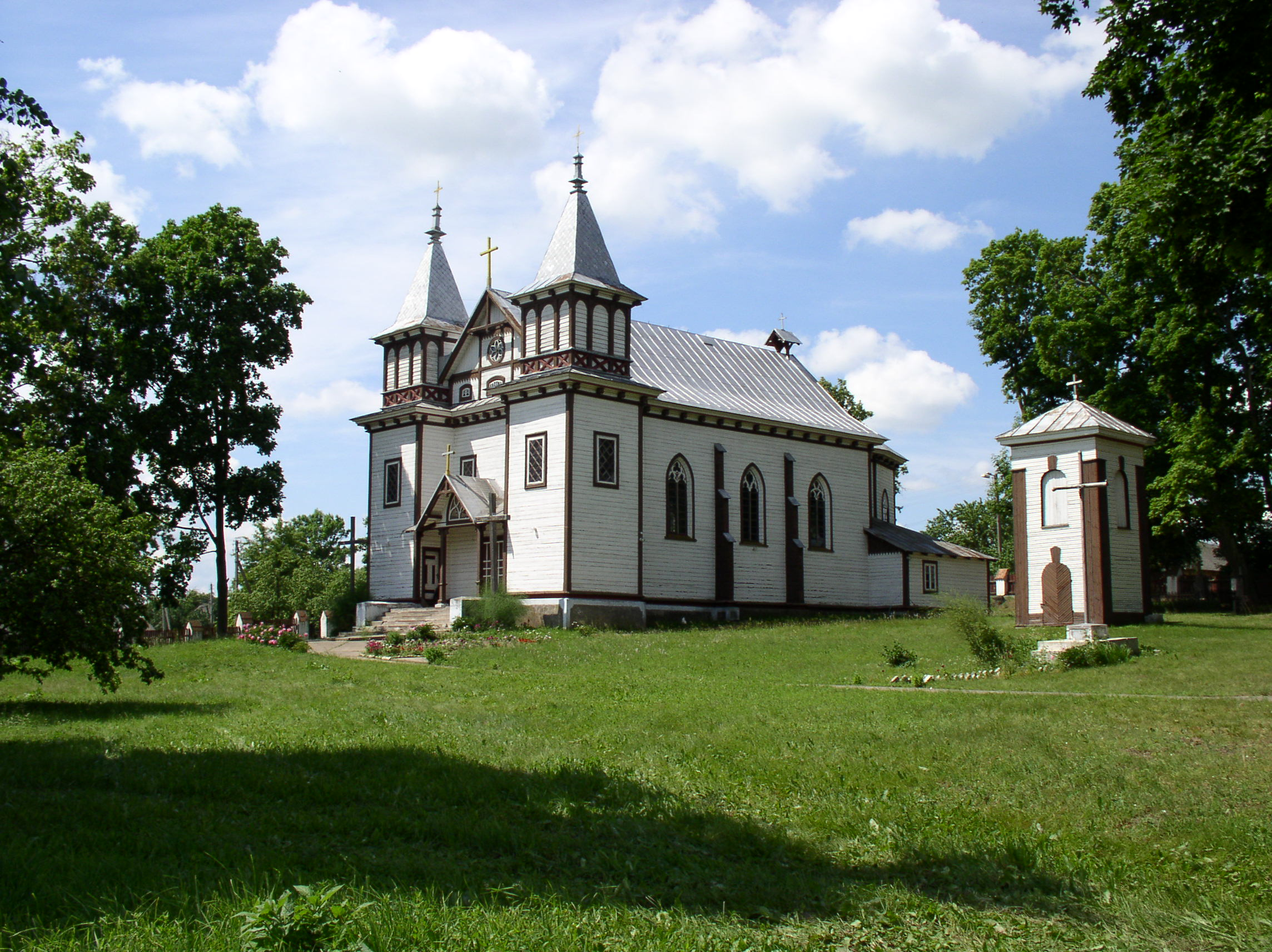
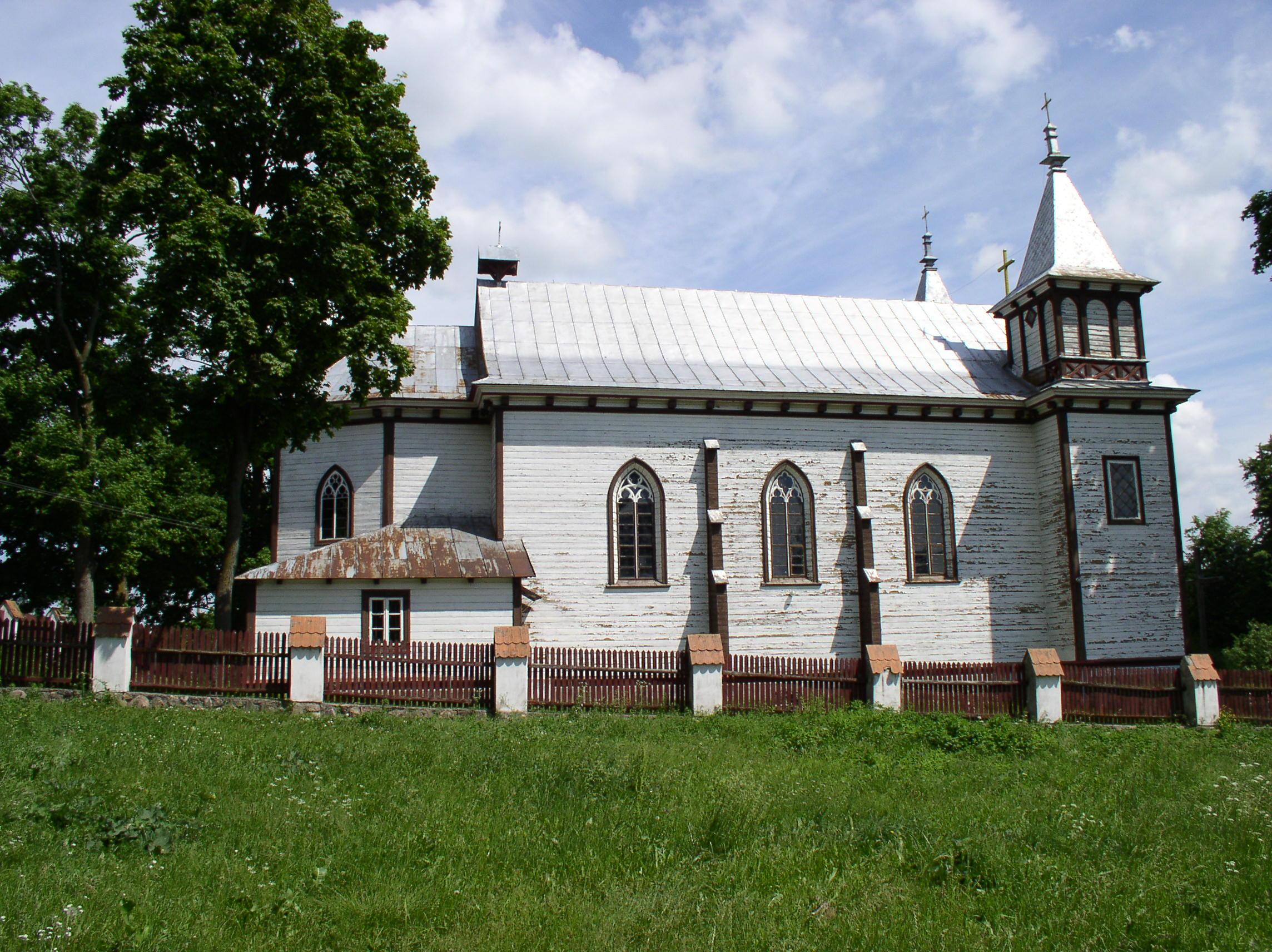
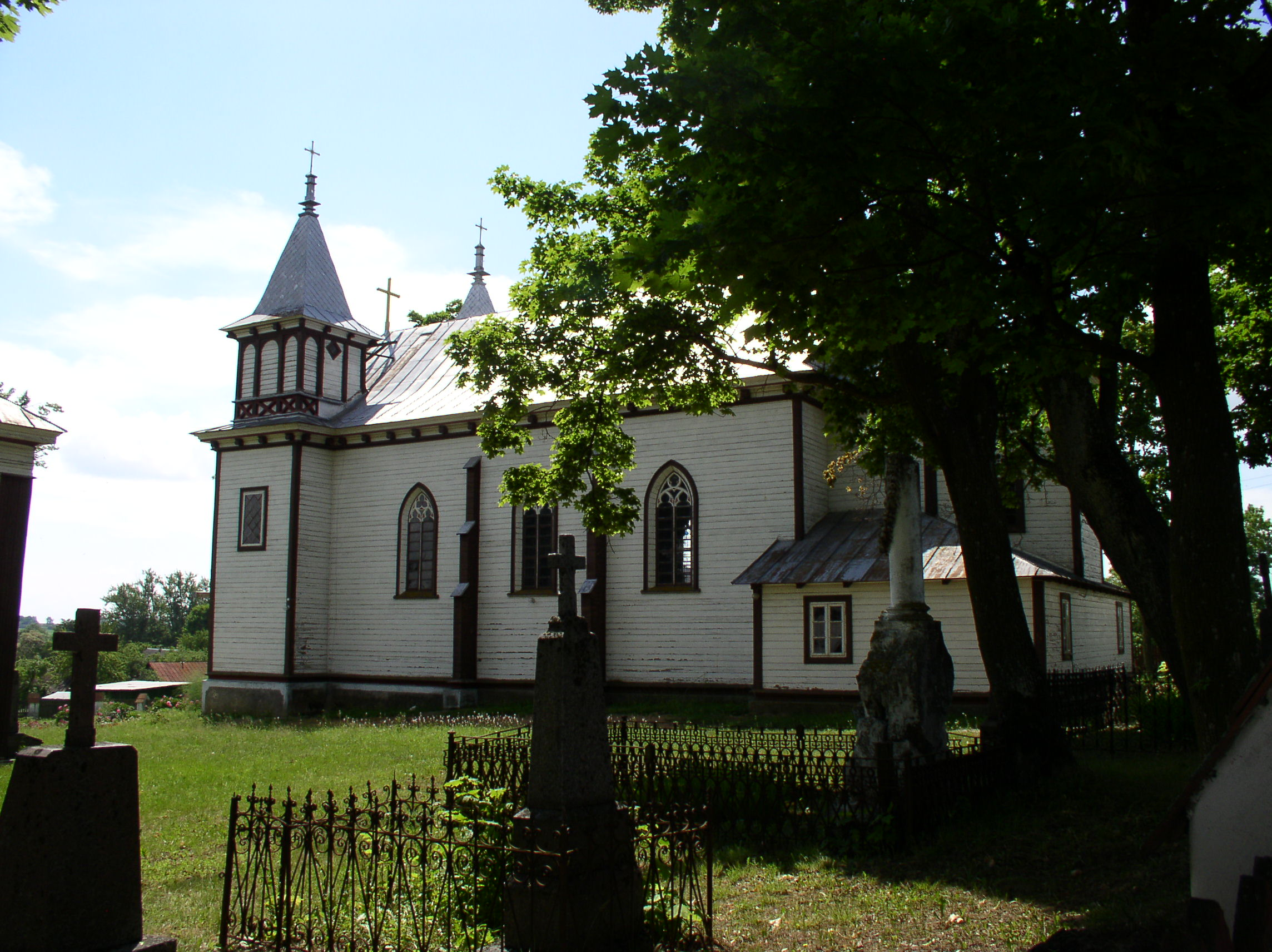
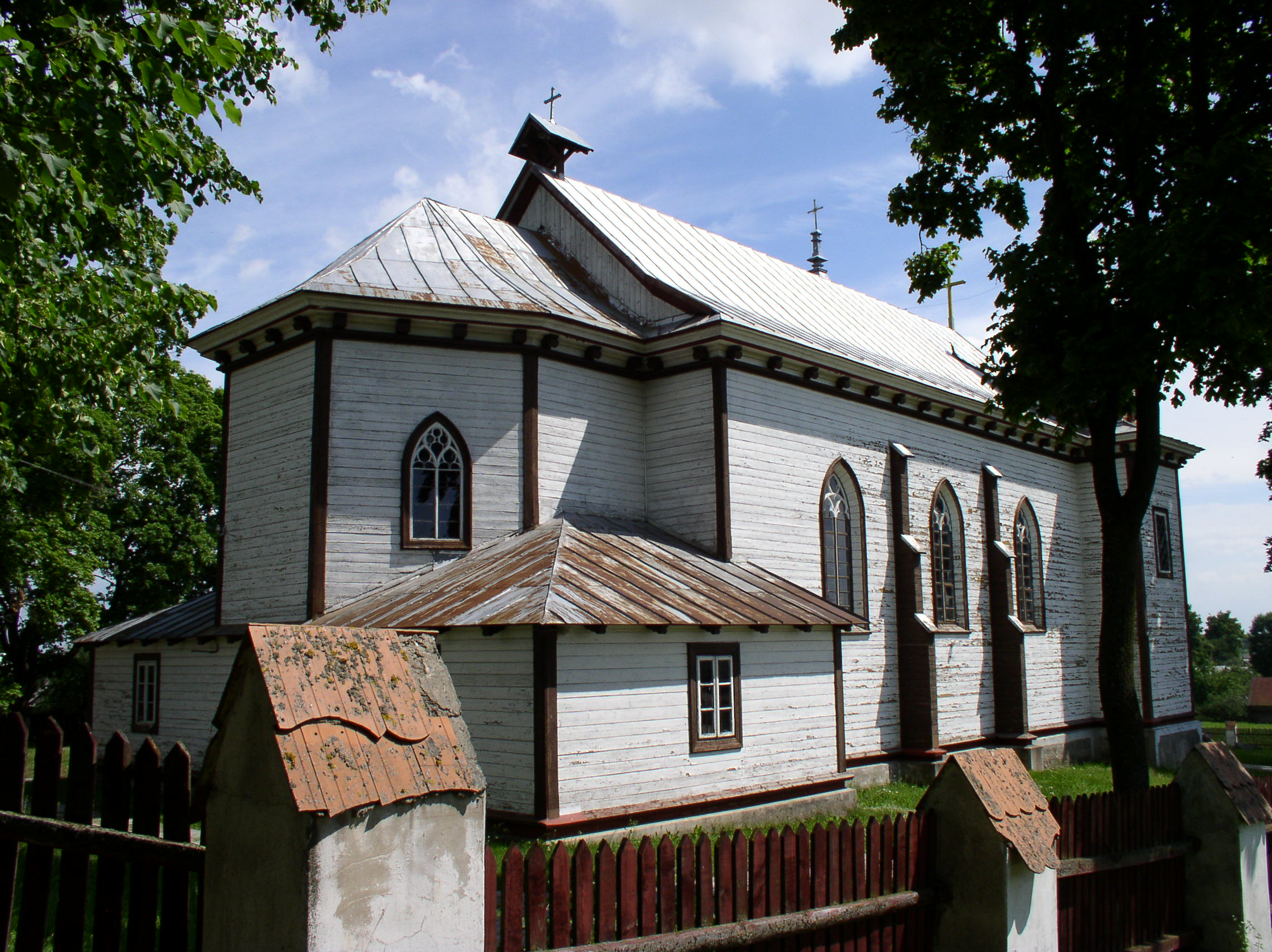
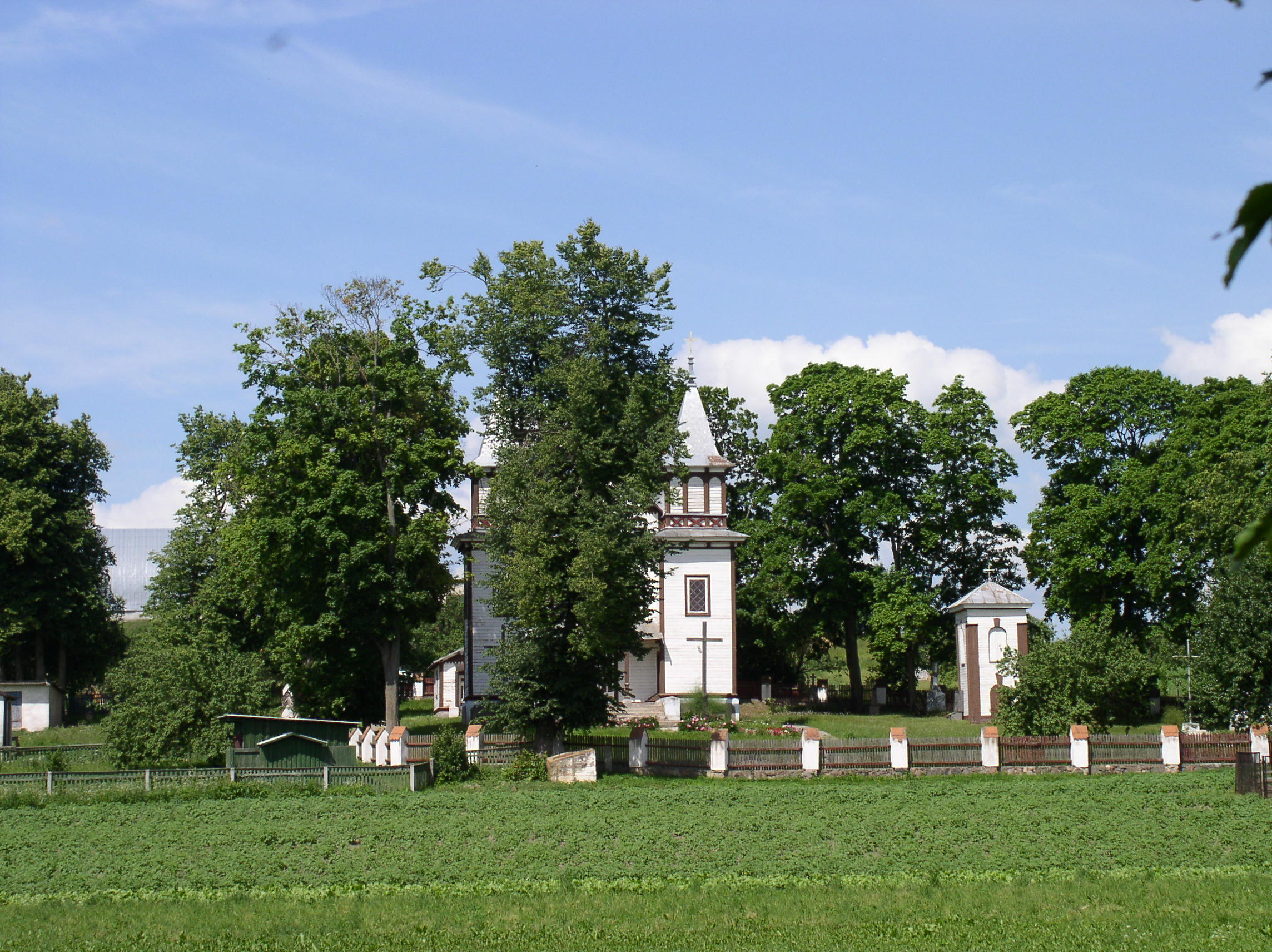
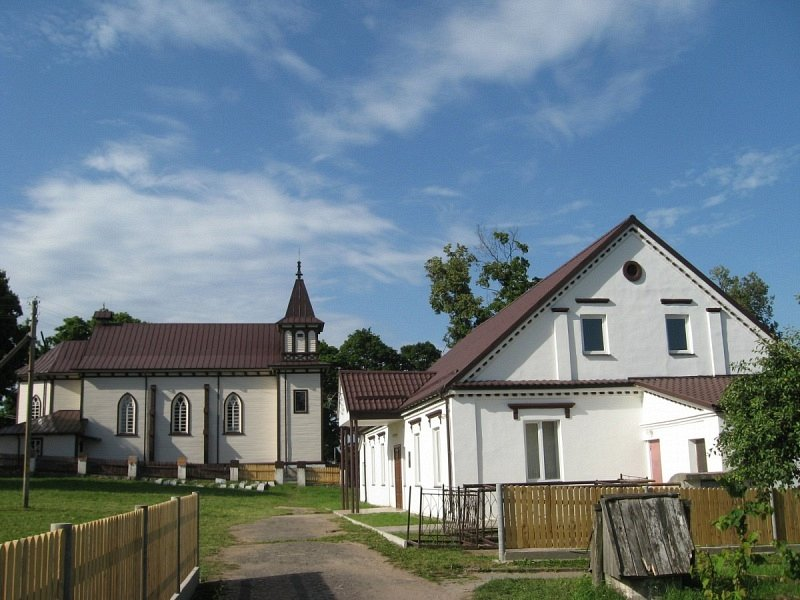
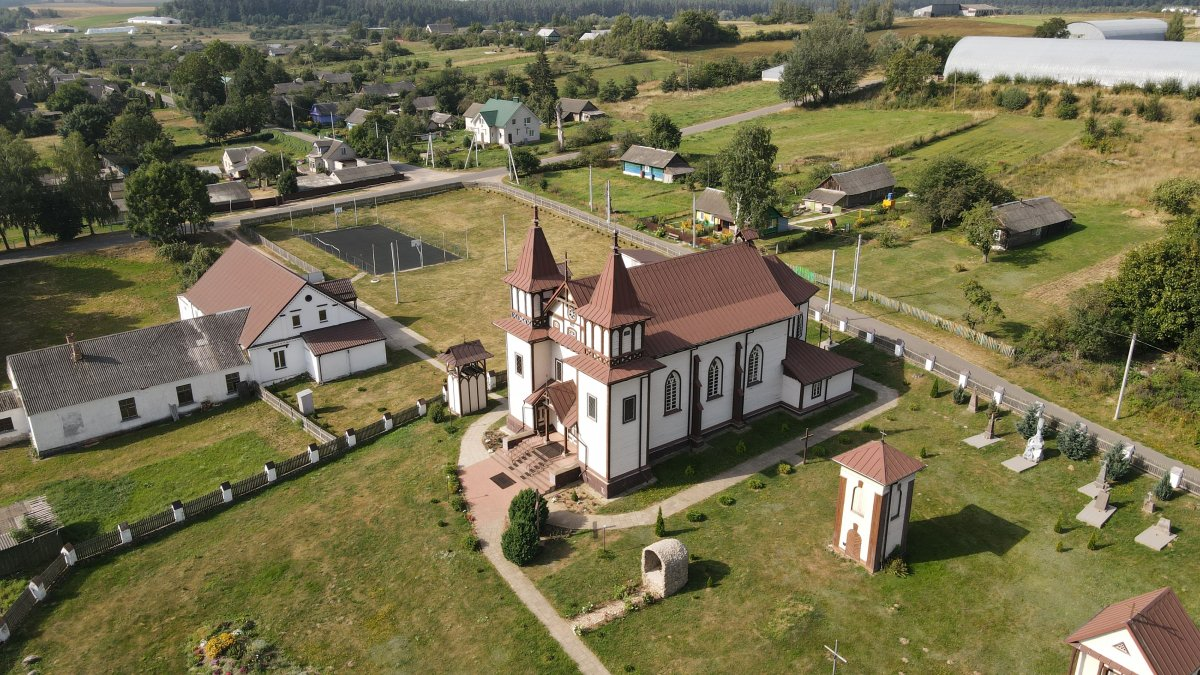
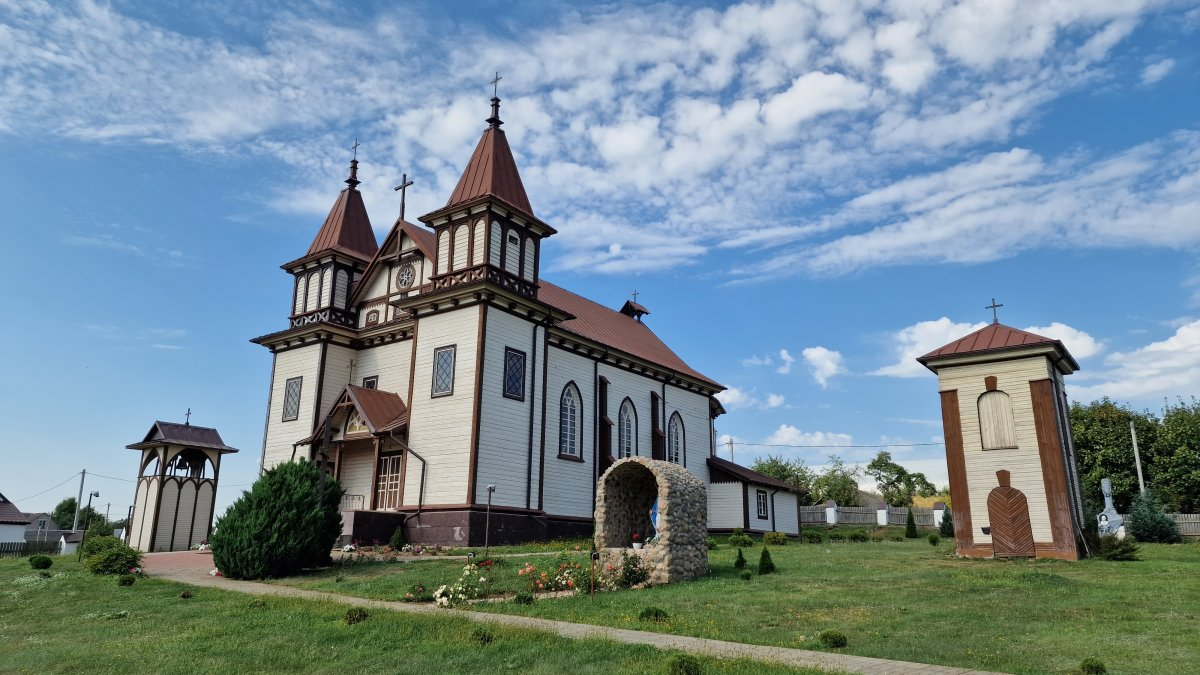

- Православная часовня (начало XX века)

### Памятник, скульптура
- Памятник землякам. В центре деревни, в сквере. Для увековечения памяти 71 односельчанина и 36 советских воинов, погибших за Родину в годы Великой Отечественной войны. В 1968 году установлена стела с барельефом.
- Памятник Чапаеву. В сквере около здания правления колхоза имени Чапаева. Бюст героя гражданской войны В. И. Чапаева установлен в 1968 году.
- Братская могила советских воинов на кладбище.
  - Похоронены 36 воинов (9 известны и 27 неизвестны), погибших в 1944 году в боях с немецко-фашистскими захватчиками. В 1985 году на могиле установлен обелиск.
  - Похоронены 6 советских воинов, погибших в боях с немецко-фашистскими захватчиками в 1944 году. В 1984 году на могиле установлен обелиск[14].